# Vigonovo
Vigonovo es una localidad y comune italiana de la provincia de Venecia, región de Véneto, con 9.796 habitantes.

## Evolución demográfica
| Gráfica de evolución demográfica de Vigonovo entre 1861 y 2001 |
|                                                                |
| Fuente ISTAT - elaboración gráfica de Wikipedia                |